# Protaphorurodes tomuraushensis
Genre
Espèce
Synonymes
- Tullbergia tomuraushensis Yosii, 1940

Protaphorurodes tomuraushensis, unique représentant du genre Protaphorurodes, est une espèce de collemboles de la famille des Onychiuridae.

## Distribution
Cette espèce est endémique d'Hokkaidō au Japon.

## Étymologie
Son nom d'espèce, composé de tomuraush[i] et du suffixe latin -ensis, « qui vit dans, qui habite », lui a été donné en référence au lieu de sa découverte, le mont Tomuraushi.

## Publications originales
- Bagnall, 1949 : Contributions toward a knowledge of the Isotomidae (Collembola). I-XV. Annals & Magazine of Natural History Series, vol. 12, no 1, p. 529-541.
- Yosii, 1940 : On some Collembola from Hokkaido. Annotationes Zoologicae Japonenses, vol. 19, p. 185-190.